# Teofil z Corte
Teofil z Corte OFM, właśc. Biagio de Signori (ur. 30 października 1676 w Corte, zm. 19 maja 1740 w Fucecchio) − włoski franciszkanin, teolog moralista, kaznodzieja, rekolekcjonista, święty Kościoła katolickiego.

## Życiorys
Biagio de Signori urodził się 30 października 1676 w Corte na Korsyce, należącej wówczas do Republiki Genui. Rodzicami byli Giovanni Antonio Signori i Maddalena Arrighi. Mając 17 lat wstąpił do kapucynów, skąd przeniósł się do franciszkanów obserwantów. Nowicjat rozpoczął 21 września 1693, przyjmując imię zakonne Teofil. Pierwszą profesję złożył w 1694. Przygotowując się do kapłaństwa, studiował filozofię i teologię, najpierw w Rzymie, a następnie w Neapolu. Święcenia kapłańskie przyjął 30 listopada 1700 w kościele Santa Maria la Nova w Neapolu. Ze względu na zdolności nauczycielskie został przeznaczony do pracy w apostolacie słowa. W 1702 zetknął się ze św. Tomaszem z Cori. Pod jego wpływem zdecydował się na pozostanie w eremie w Bellegrze do 1709. Następnie władze zakonne przeniosły go do klasztoru w Palombara Sabina, gdzie w latach 1713-1715 pełnił urząd gwardiana. W 1715 powrócił do Bellegry. Przebywając w tych klasztorach pracował na polu apostolatu wśród miejscowej ludności.
W 1730 zakon postanowił otworzyć erem franciszkański na Korsyce. Urząd gwardiana w Zuani powierzono w grudniu 1732 r. Teofilowi. W 1734 wezwano go do Rzymu, zaś w 1735 ponownie wyznaczono do pracy w klasztorze w Bellegrze. Ostatnie lata życia bł. Teofil spędził w założonym przez siebie konwencie w Fucecchio w Toskanii. Zmarł po krótkiej chorobie 19 maja 1740 w Fucecchio, pozostawiając po sobie szereg dziełek opublikowanych po włosku i po łacinie. Zachowała się również korespondencja adresowana do prowincjała toskańskiego o. Scalabriniego.

## Kult
Do grobu o. Teofila pielgrzymowano zaraz po jego śmierci. Pierwsze starania o beatyfikację podjęto już w 1750. Papież Benedykt XIV ogłosił go czcigodnym 21 listopada 1755. Beatyfikacji dokonał 19 stycznia 1896 papież Leon XIII, kanonizacji 19 czerwca 1930 papież Pius XI.